# Прапроче (община Доброва-Полхов Градец)
Вижте пояснителната страница за други значения на Прапроче.
Прапроче (на словенски: Praproče) е село в Словения, Средна Словения, община Доброва-Полхов Градец. Според Националната статистическа служба на Република Словения през 2002 г. селото има 102 жители.